# Луганка (Кировоградская область)
Луганка (укр. Луганка) — село в Петровской поселковой общине Александрийского района Кировоградской области Украины.
До 2020 года входило в Петровский район
Население по переписи 2001 года составляло 1283 человека. Почтовый индекс — 28335. Телефонный код — 5237. Код КОАТУУ — 3524983101.